# P・J・トレイシー
P・J・トレイシー（P. J. Tracy）は、パトリシア・J・ランブレヒトとトレイシー・ランブレヒト（Patricia & Traci Lambrecht ）母娘によるアメリカ人推理作家のペンネーム。
2004年にバリー賞、アンソニー賞、ガムシュー賞を受賞した。
母パトリシア・J・ランブレヒトは、上流中産家庭の恵まれた環境で育った。大学を中退後、生活苦から逃避するために執筆活動を始める。娘のトレイシーが8歳の時、『サタデー・イヴニング・ポスト』に初の短編が掲載される。以後、フリーライターとして適度に成功を収める。
娘トレイシー・ランブレヒトは、幼少期を馬と共に過ごして育った。ミネソタ州ノースフィールドのセント・オラフ・カレッジを卒業、同校ではロシア語と音声学を専攻した。スパイになりたかったが、冷戦の終結によりその夢が断たれたため、東欧の民芸品の輸入業を始めるがはかばかしい成果は得られなかった。趣味の旅行とロックバンド、何よりも母のことを思って資金集めのために執筆活動を始め、それ以後母と共同で執筆を続けている。

## 受賞歴
- 2004年：『天使が震える夜明け』でバリー賞 新人賞、アンソニー賞 新人賞、ガムシュー賞 最優秀新人賞受賞、ディリス賞ノミネート

## 著書
ミネアポリス警察署殺人課シリーズ
| # | 邦題         | 原題       | 刊行年 | 刊行年 | 訳者       | 出版社               |
| - | ------------ | ---------- | ------ | ------ | ---------- | -------------------- |
| 1 | 沈黙の虫たち | Live Bait  | 2004年 | 2007年 | 中谷ハルナ | 集英社〈集英社文庫〉 |
| 2 | 闇に浮かぶ牛 | Dead Run   | 2005年 | 2008年 | 中谷ハルナ | 集英社〈集英社文庫〉 |
| 3 | 埋葬         | Snow Blind | 2006年 | 2009年 | 中谷ハルナ | 集英社〈集英社文庫〉 |
その他
| # | 邦題               | 原題                                         | 刊行年 | 刊行年 | 訳者     | 出版社                                    |
| - | ------------------ | -------------------------------------------- | ------ | ------ | -------- | ----------------------------------------- |
| 1 | 天使が震える夜明け | Monkeewrench （米） (Want to Play?) （英）   | 2003年 | 2006年 | 戸田早紀 | ヴィレッジブックス 〈ヴィレッジブックス〉 |
| 2 |                    | Shoot to Thrill （米） (Play to Kill) （英） | 2010年 |        |          |                                           |